# Zbór Kościoła Adwentystów Dnia Siódmego Ruchu Reformacyjnego w Katowicach
Zbór Kościoła Adwentystów Dnia Siódmego Ruchu Reformacyjnego w Katowicach – największy w Polsce zbór adwentystów reformowanych. Starszym zboru jest Paweł Zając. 
Zbór spotyka się każdej soboty w domu modlitwy, znajdującym się w Rudzie Śląskiej (dzielnica Kochłowice). Poprzednio nabożeństwa odbywały się w samych Katowicach w domu prywatnym w dzielnicy Panewniki. Nabożeństwo rozpoczynają i kończą pieśni oraz modlitwy. W pierwszej części nabożeństwa studiowane jest Pismo Święte w oparciu o międzynarodowy podręcznik (Sobotnie Lekcje Biblijne); podczas drugiej części wygłaszane jest kazanie; stałą częścią nabożeństwa jest również kolekta ofiary. Dom modlitwy w Rudzie Śląskiej jest nowoczesnym obiektem dostosowanym do potrzeb kultu wyznawców reformowanego adwentyzmu, którego budowa była możliwa dzięki wsparciu Generalnej Konferencji Kościoła oraz poszczególnych wiernych. Dom modlitwy posiada trzy kondygnacje. W suterenie znajduje się szatnia, kuchnia, toalety oraz stołówka; na parterze – sala główna z centralnie położoną kazalnicą, punkt zaopatrzenia w literaturę (dostępne m.in. książki dotyczące zagadnień biblijnych, zdrowego stylu życia, wegetarianizmu, publikacje Ellen G. White oraz Lekcje Szkoły Sobotniej), hall główny, przedsionek. W domu modlitwy nie ma krzyży ani innych przedmiotów kultu.

## Galeria

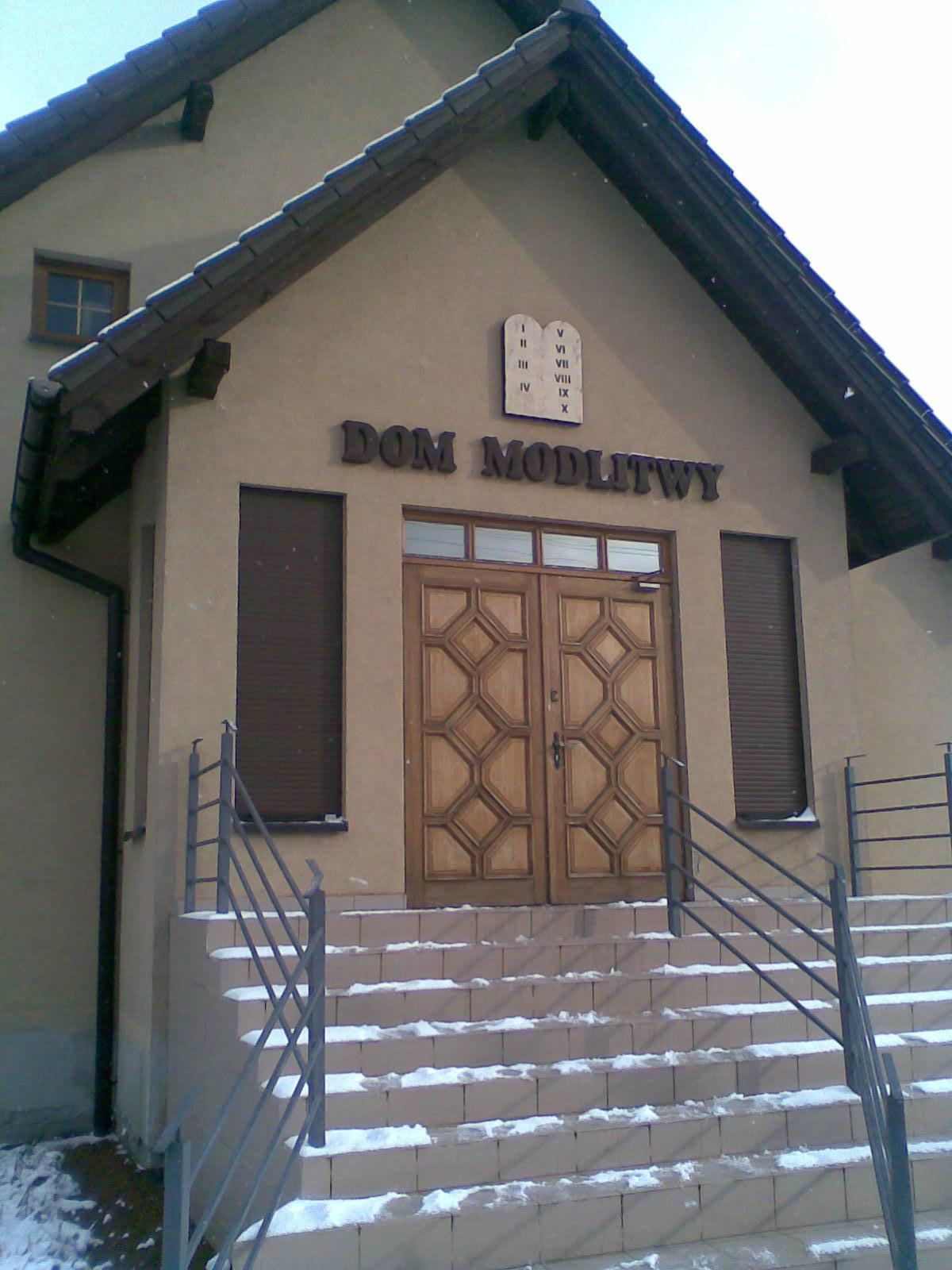
Frontowa elewacja domu modlitwy
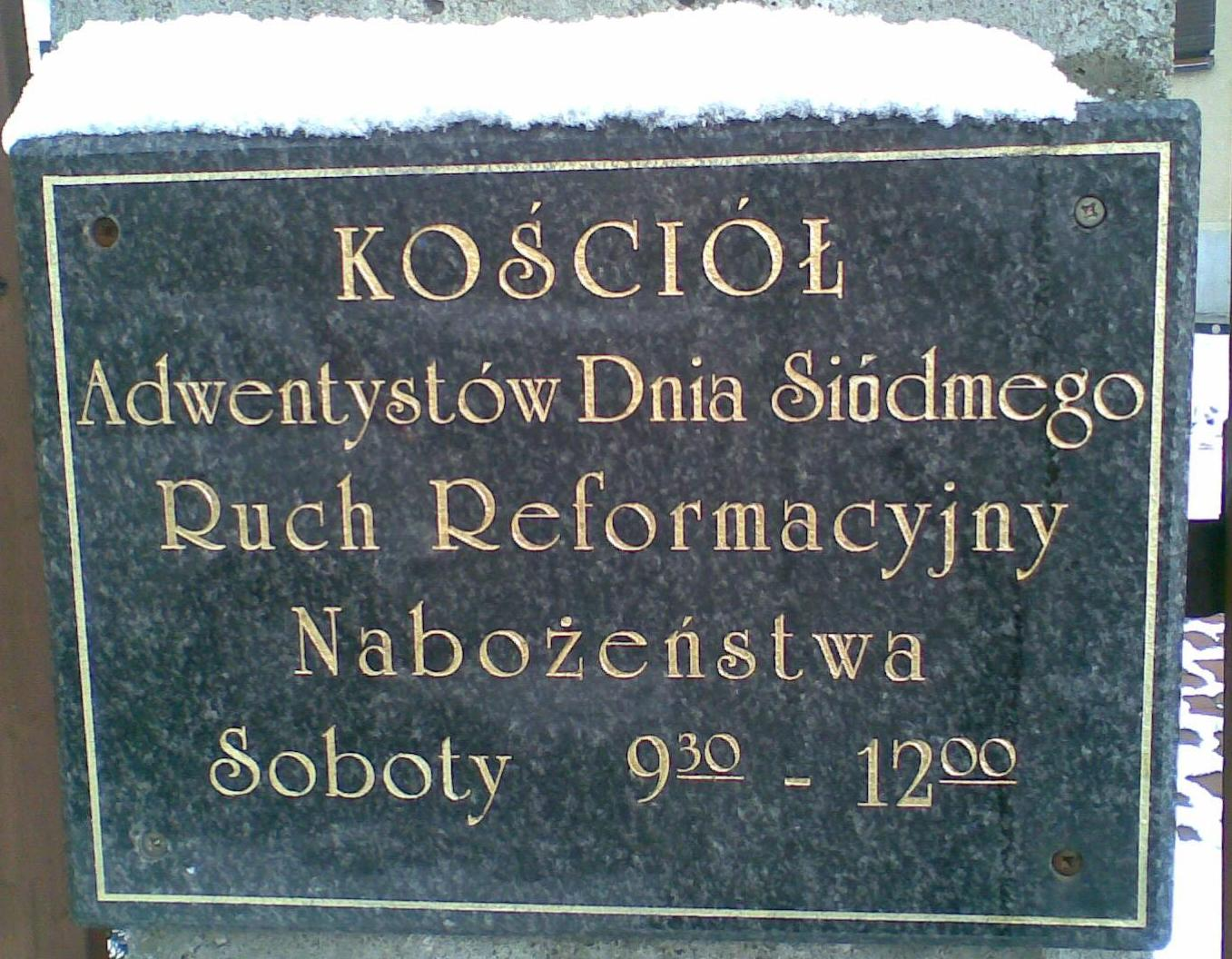
Tablica informacyjna